# جائزة نوبل للسلام 2015

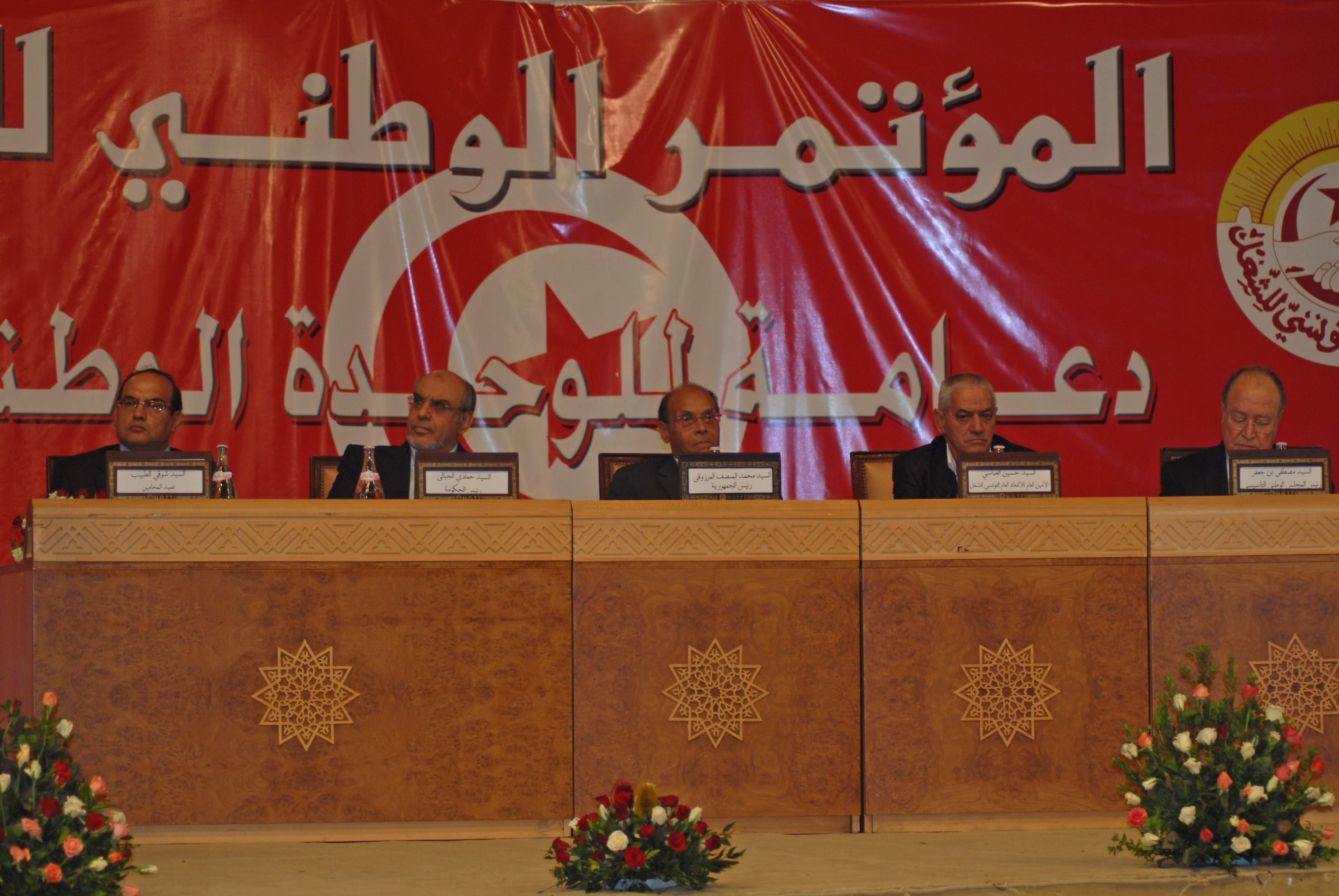
الرباعي الراعي للحوار الوطني الفائزة بجائزة نوبل للسلام عام 2015

شعار الاتحاد العام التونسي للشغل

شعار الرابطة التونسية للدفاع عن حقوق الإنسان

شعار الهيئة الوطنية للمحامين بتونس

في 9 أكتوبر 2015 أعلنت اللجنة النرويجية لجائزة نوبل بأوسلو، النرويج، فوز الرباعي الراعي للحوار الوطني بجائزة نوبل للسلام عام 2015 لإسهامهم في بناء المناخ الديموقراطي لتونس بعد ثورة الياسمين عام 2011. بلغت قيمة الجائزة 8 مليون كرونة سويدية (بما يعادل مليون دولار أمريكي، و 0.9 مليون يورو).
تكونت اللجنة الرباعية للحوار الوطني عام 2013 وتضم أربع منظمات مجتمع مدني وهي:
- منظمة الاتحاد التونسي العام (UGTT، إتحاد العمال التونسين العام).
- الاتحاد التونسي للصناعة والتجارة والصناعات التقليدية (UTICA).
- الرابطة التونسية للدفاع عن حقوق الإنسان.
- الهيئة الوطنية للمحامين بتونس (النظام الوطني للمحامين في تونس).

جميع جوائز نوبل تمنح من اللجان السويدية ماعدا جائزة نوبل للسلام فتمنح من لجنة نوبل النرويجية. تمنح جائزة نوبل للسلام سنويا لأبرز الشخصيات التي قامت بأعمال توحيدية بين الأمم، إما بتقريب الأفكار السياسية، أو بتخفيض عدد مجندي الجيوش، أو بإقامة مؤتمرات السلام.
غنت التونسية آمال المثلوثي أغنية كلمتي حرة في مبنى قاعة مدينة أوسلو، النرويج. في 11 ديسمبر 2015.

## الترشيحات

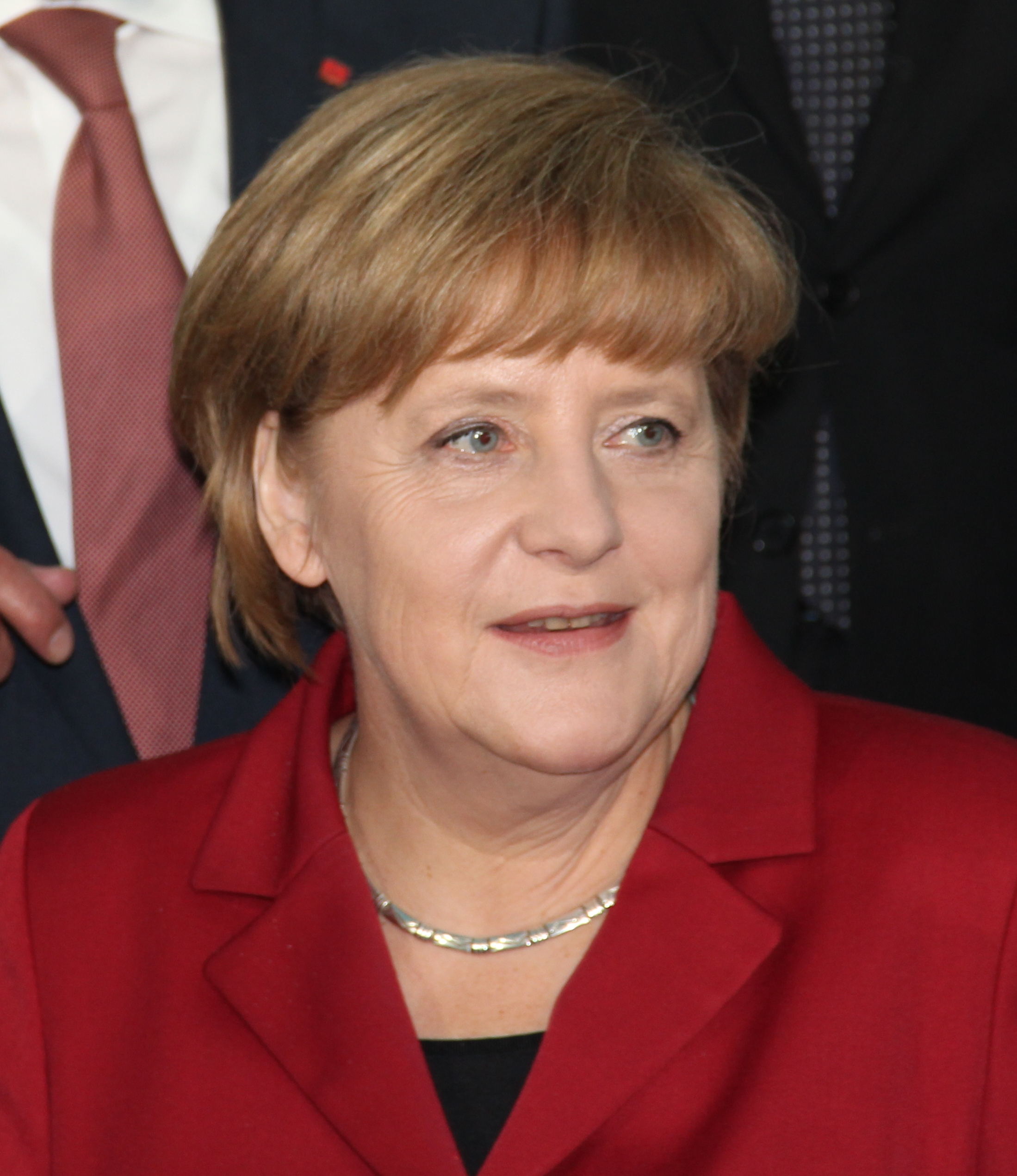
رشحت أنجيلا ميركل للفوز بالجائزة عام 2015

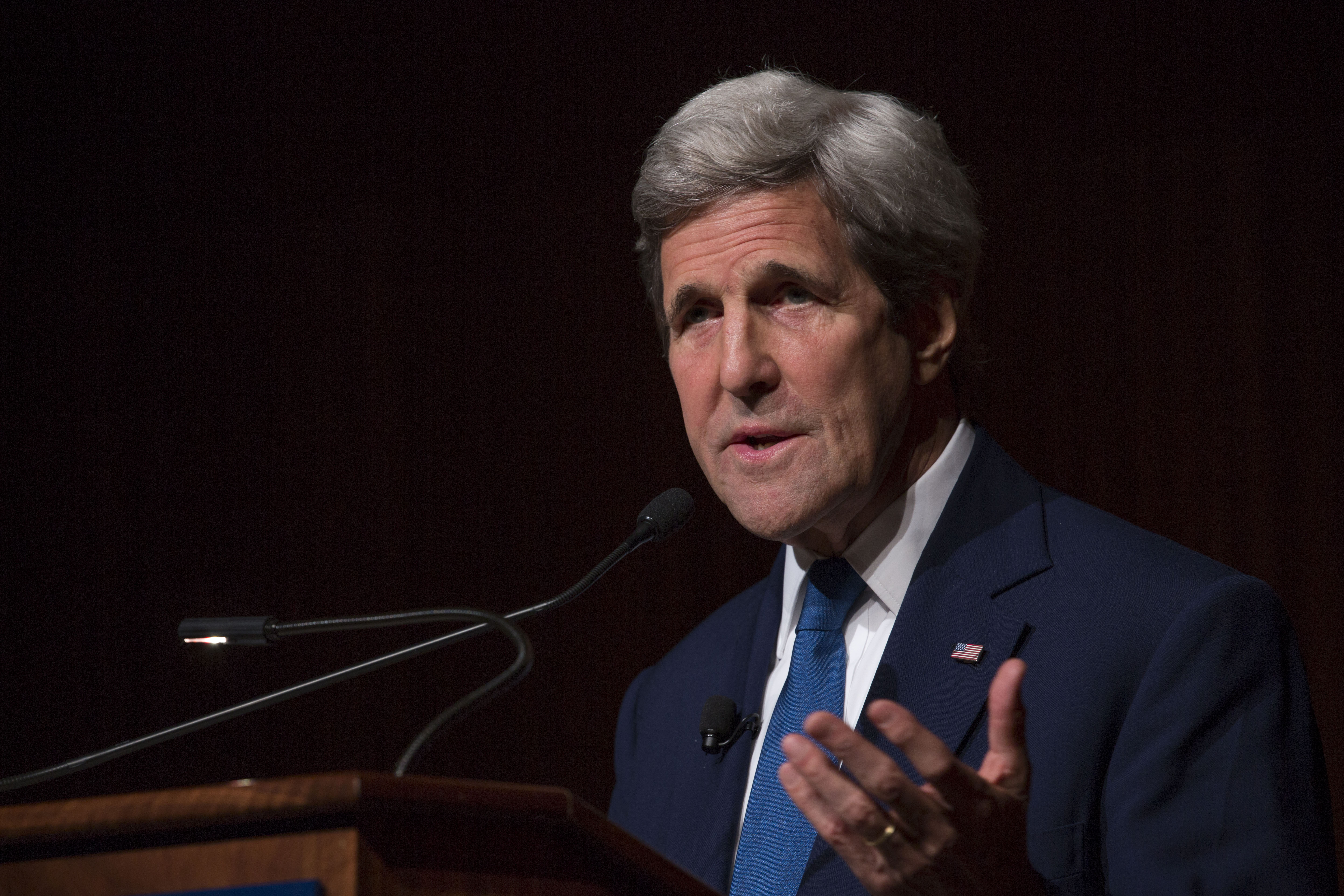
كان من ضمن المرشحين جون كيري لدورة في الوصول إلى اتفاق سياسي في القضية النووية الإيرانية، مناصفة مع وزير خارجية إيران محمد جواد ظريف

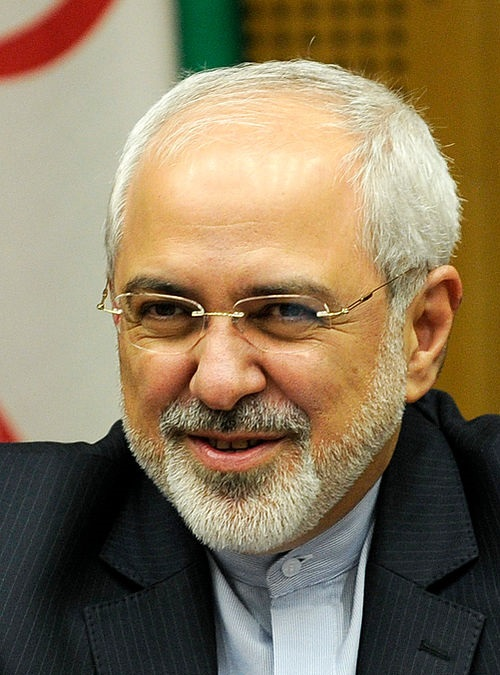
توقع البعض أن تذهب الجائزة مناصفة بين جون كيري ومحمد جواد ظريف.

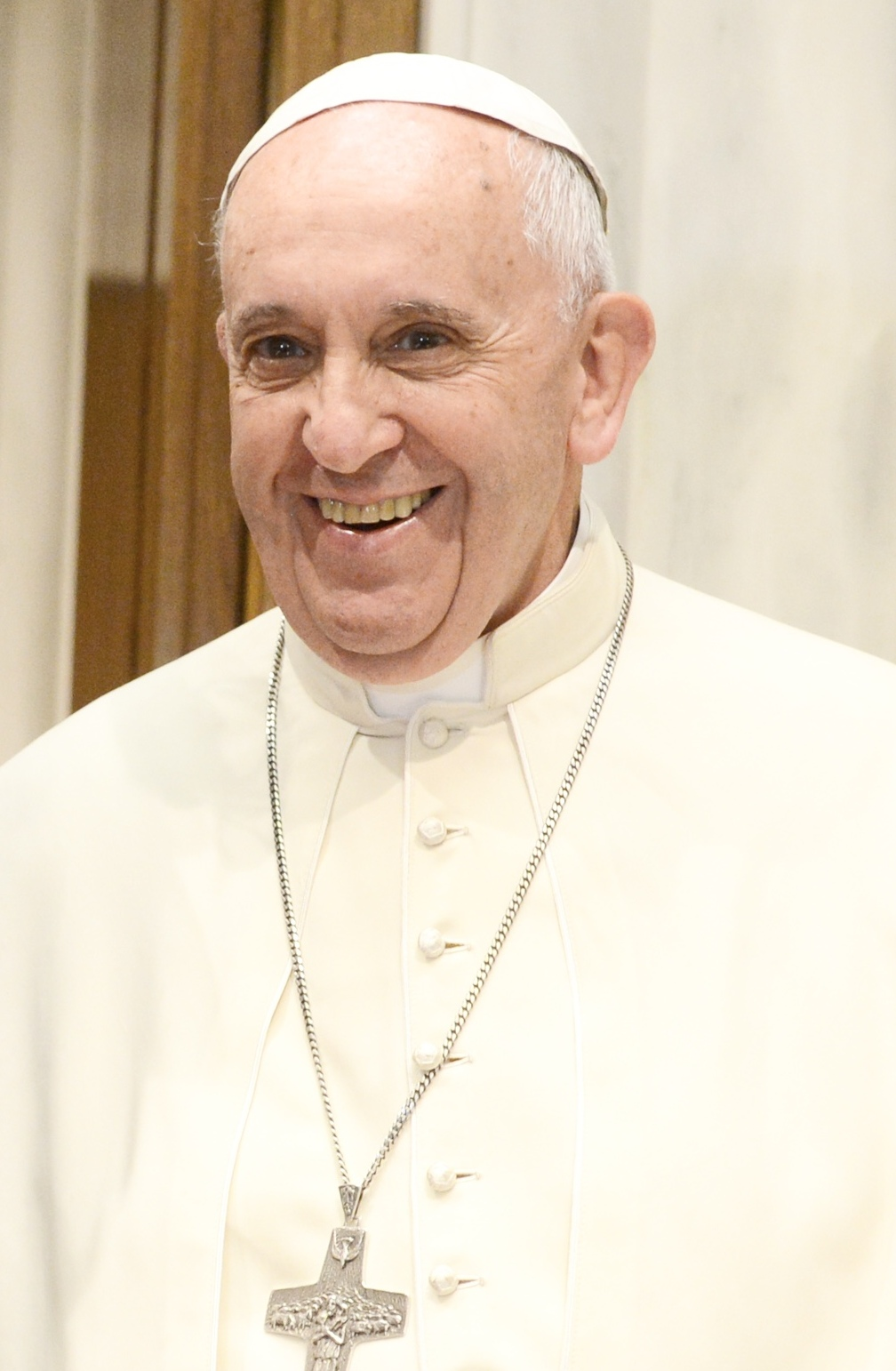
توقعت بعض وسائل الإعلام فوز البابا فرنسيس بالجائزة

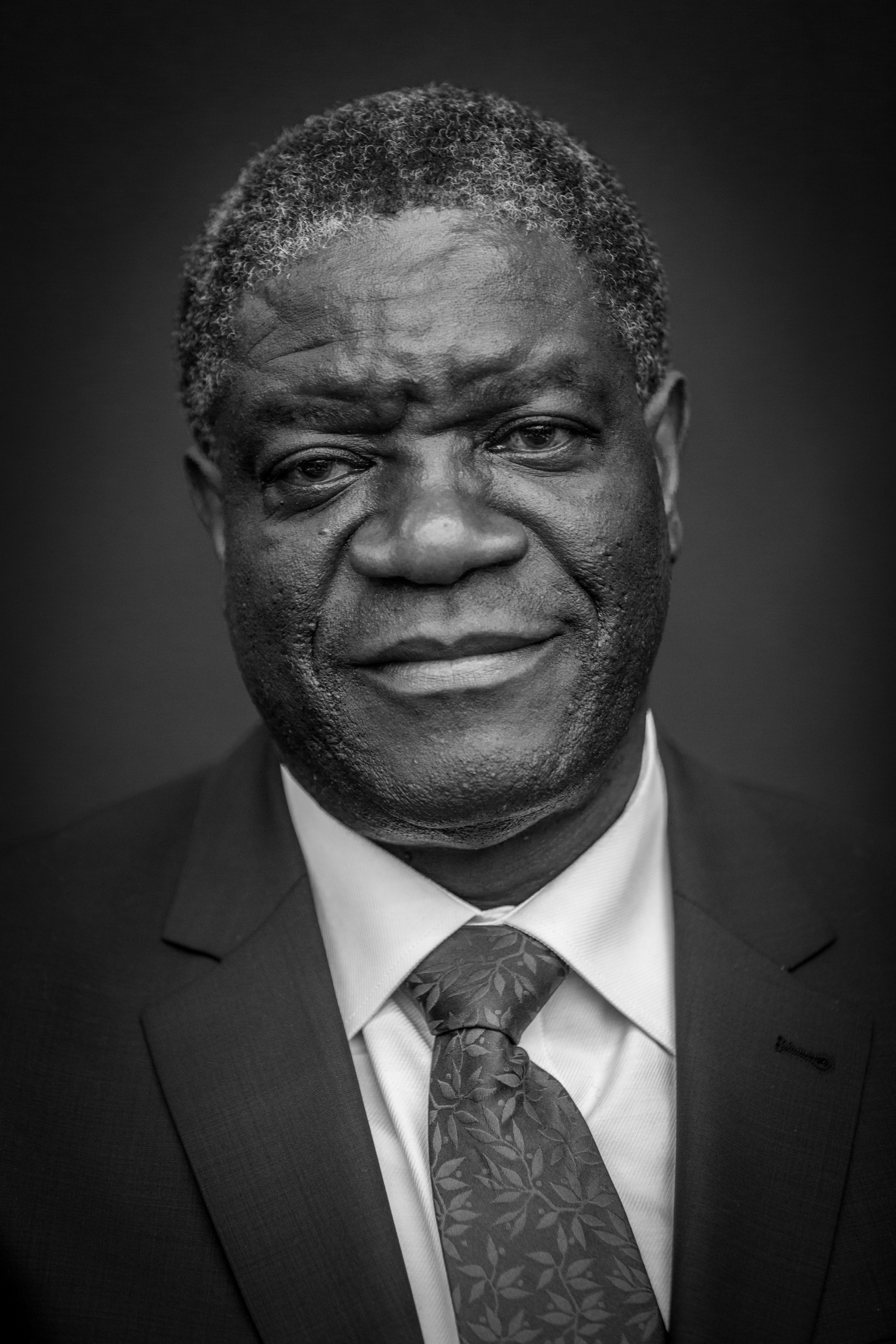
توقع البعض فوز الكونغولي دينيس موكويجي لدورة في محاربة العنف الجنسي

تلقت لجنة نوبل للسلام بالنرويج في ذلك العام أكثر من 273 مرشح للجائزة. 68 منها كانت للمنظمات، 205 للأشخاص. وكان هذا ثاني أكبر عدد للترشيحات لينفرد عام 2014 بالصدارة برصيد 278 مرشح.
كالعادة تكهنت العديد من وسائل الإعلام عن شخصية الفائز لذلك العام. وبالرغم من ذلك كانت النتيجة مفاجأة للكثير. كان أغلب التوقعات أن تفوز المستشارة الألمانية أنجيلا ميركل بالجائزة بعد إستقبالها لأعداد هائلة من اللاجئين والمهاجرين بشكل عام وسوريا بشكل خاص إلى ألمانيا أثناء أزمة اللاجئين الأوروبية. في حين توقع البعض فوز كلا من وزير الخارجية الأمريكية جون كيري ووزير خارجية إيران محمد جواد ظريف لوصولهم إلى اتفاق سياسي في القضية النووية الإيرانية.
كما رشح البابا فرنسيس بابا الكنيسة الرومانية الكاثوليكية لمساعدته في إذابة الجليد في العلاقات بين الولايات المتحدة والرئيس الكولومبي خوان مانويل سانتوس وقوات الثورة الكولومبية المسلحة.
وأخيرا الكونغولي دينيس موكويجي لدورة في محاربة العنف الجنسي، وكان هذا هو الترشيح الثاني له.

## اللجنة

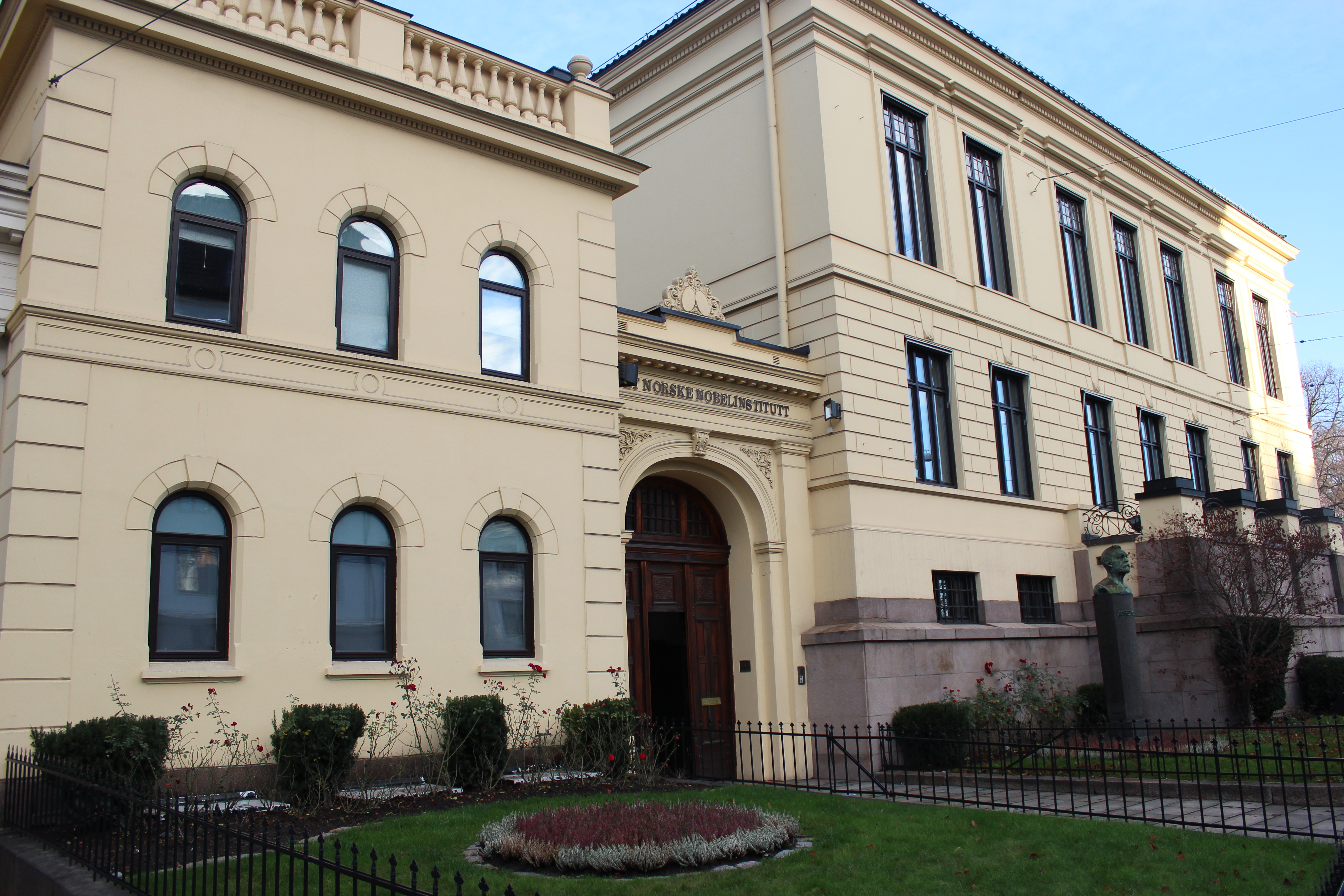
مقر لجنة نوبل للسلام بأوسلو.

جميع جوائز نوبل تمنح من اللجان السويسرية ماعدا جائزة نوبل للسلام فتمنح من لجنة نوبل النرويجية. كان أعضاء اللجنة لعام 2015 هم:

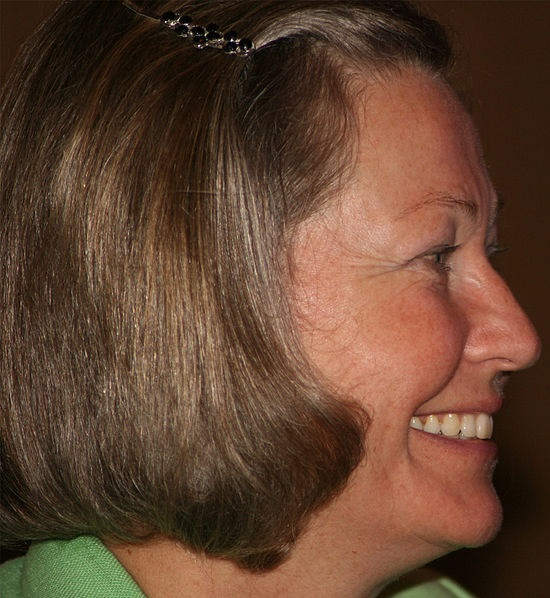
كارين سيسيلي كولمان

- كارين سيسيلي كولمان (رئيس اللجنة منذ مارس 2015، ولد في عام 1951)، عضوة سابقة في البرلمان النرويجي ومجلس الوزراء لحزب المحافظين، عضوة في لجنة نوبل للسلام منذ عام 2003.
- بيريت ريس أندرسون (نائب الرئيس، ولد في عام 1954)، محام ورئيس رابطة المحامين النرويجيين، سكرتير سابق في وزارة العدل والشرطة (الذين يمثلون حزب العمال). عضو في لجنة نوبل للسلام منذ عام 2011.
- إنغر ماري يتيرهورن (ولد في عام 1941)، عضو سابق في البرلمان النرويجي عن حزب التقدم. عضو في لجنة نوبل للسلام منذ عام 2000.
- توربيورن ياغلاند (ولد عام 1950)، عضو سابق في البرلمان، رئيس البرلمان، رئيس الوزراء السابق عن حزب العمال، الأمين العام الحالي للمجلس الأوروبي. رئيس اللجنة من عام 2009 إلى مارس 2015.
- هنريك سيسي (ولد عام 1966)، أستاذ البحوث في معهد أوسلو للسلام. عضو في اللجنة منذ عام 2015.

## وصلات خارجية
- الموقع الرسمي للجنة نوبل للسلام بالنرويج
- الإعلان عن الفائز بجائزة نوبل للسلام عام 2015
- حفل تسليم الجائزة